# Губин (заказник)
Гу́бин — ботанічний заказник загальнодержавного значення в Україні. Розташований у межах Локачинського району Волинської області, на північний схід від села Губин.
Площа 418 га. Статус надано згідно з Указом Президента України від 10 грудня 1994 року, № 750/94. Перебуває у віданні ДП «Володимир-Волинське ЛМГ» (Губинського л-во, кв. 12, 13, 18, 20).
Охороняється масив мішаних лісів віком близько 170 років, у якому домінують дуб звичайний, граб звичайний з домішкою сосни звичайної, берези повислої і черешні. У кв. 13 є насадження модрини європейської. У підліску зростають ліщина звичайна, крушина ламка, дерен-свидина.
У трав'яному покриві трапляються зірочник лісовий, яглиця звичайна, підмаренник запашний, а також лілія лісова та плаун колючий, занесені до Червоної книги України.

### Території ПЗФ у складі заказника «Губин»
Нерідко, оголошенню заказника передує створення одного або кількох об'єктів природно-заповідного фонду місцевого значення. В результаті, великий заказник фактично поглинає раніше створені ПЗФ. Проте їхній статус зазвичай зберігають.
До складу території ботанічного заказника «Губин» входять такі об'єкти ПЗФ України:
- Ботанічна пам'ятка природи місцевого значення «Модриновий ліс».

## Галерея

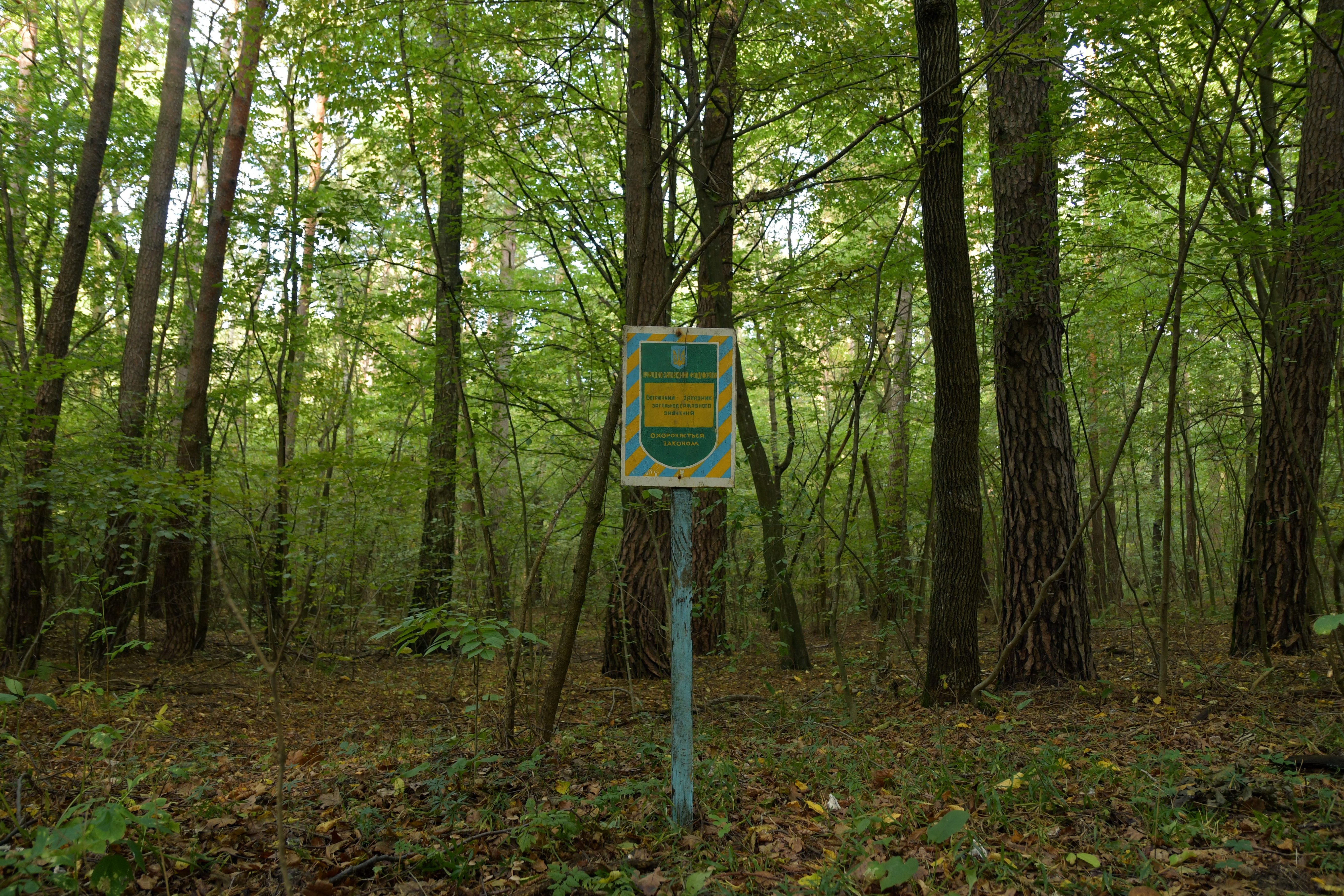
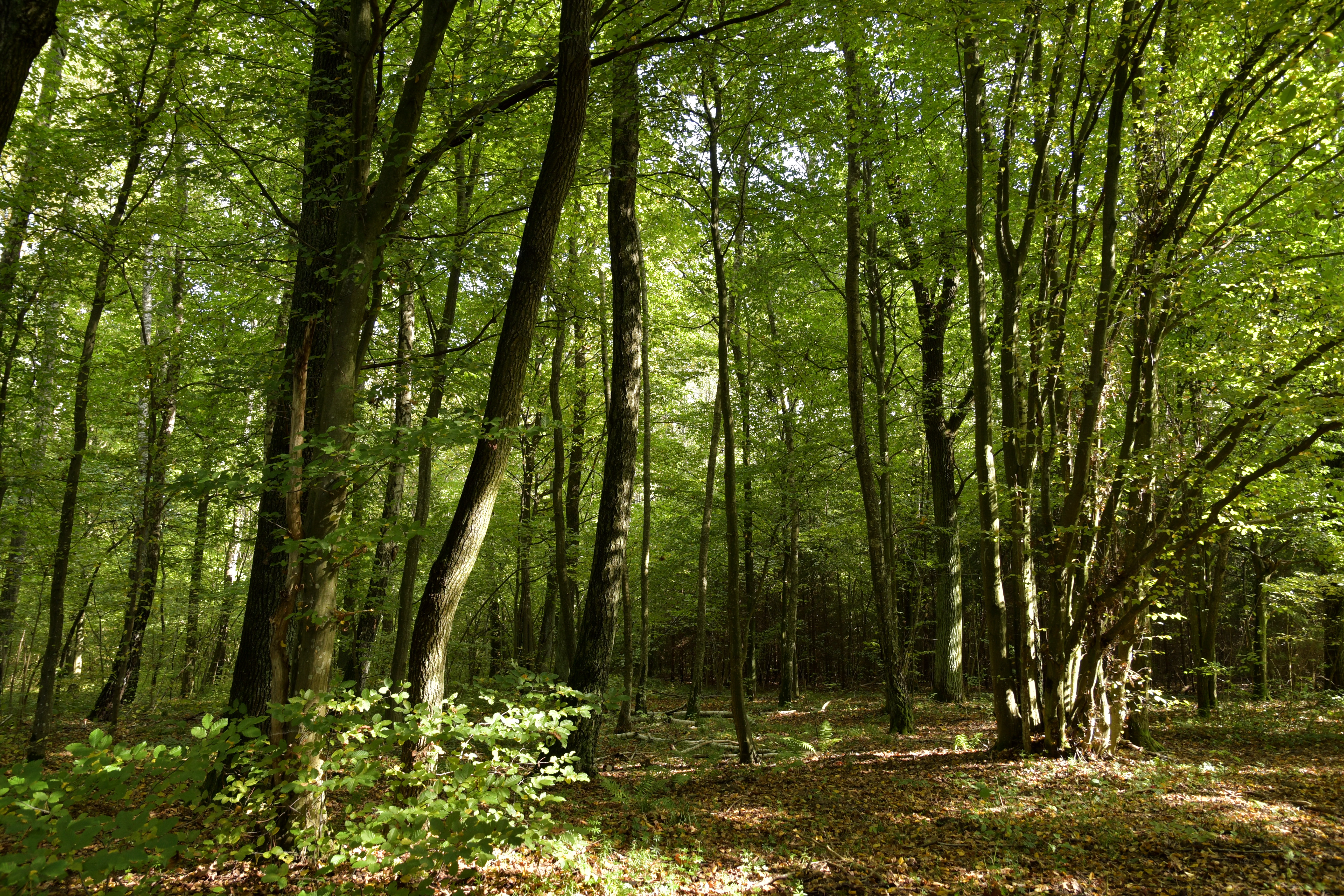
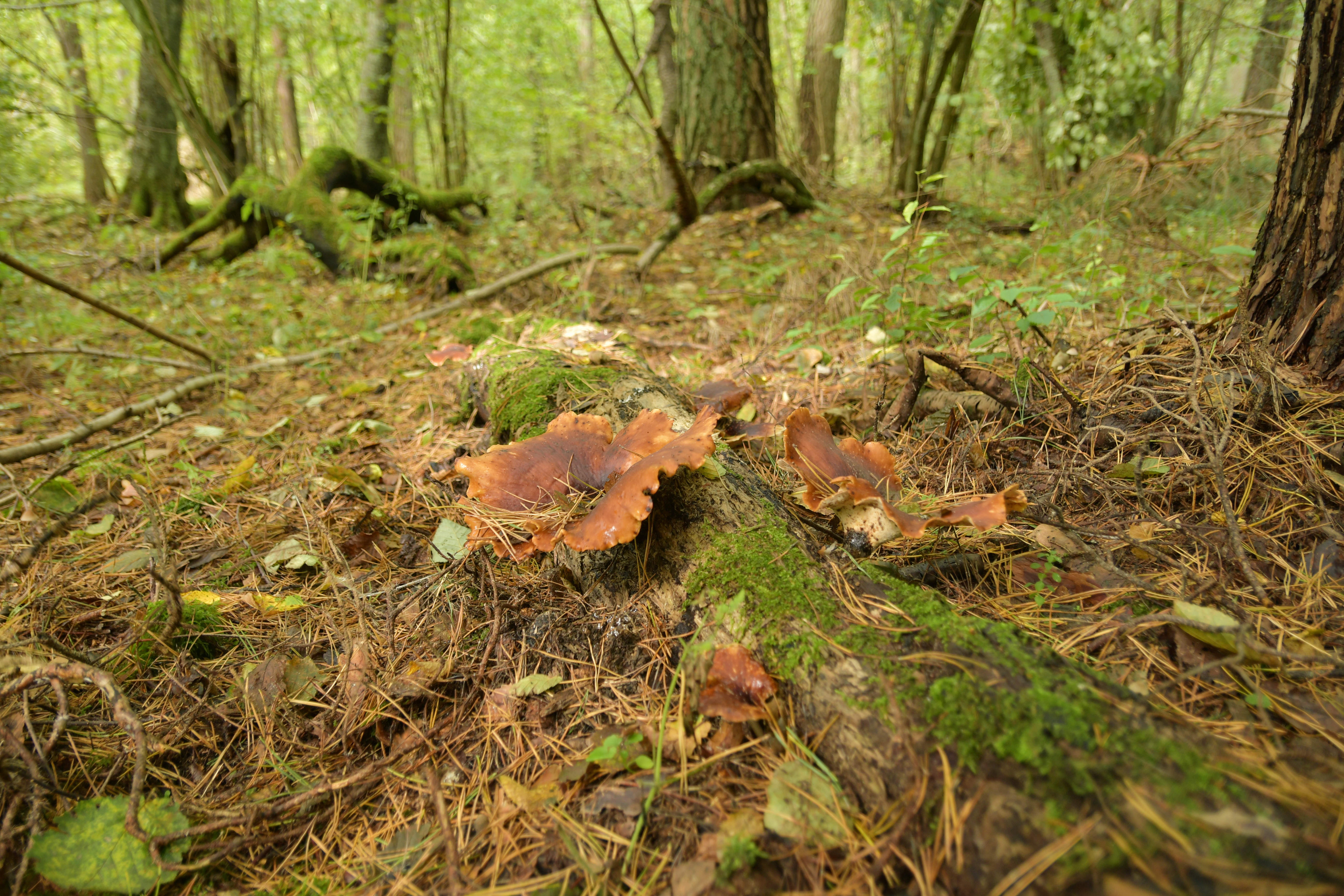
Laetiporus sulphureus у заказнику
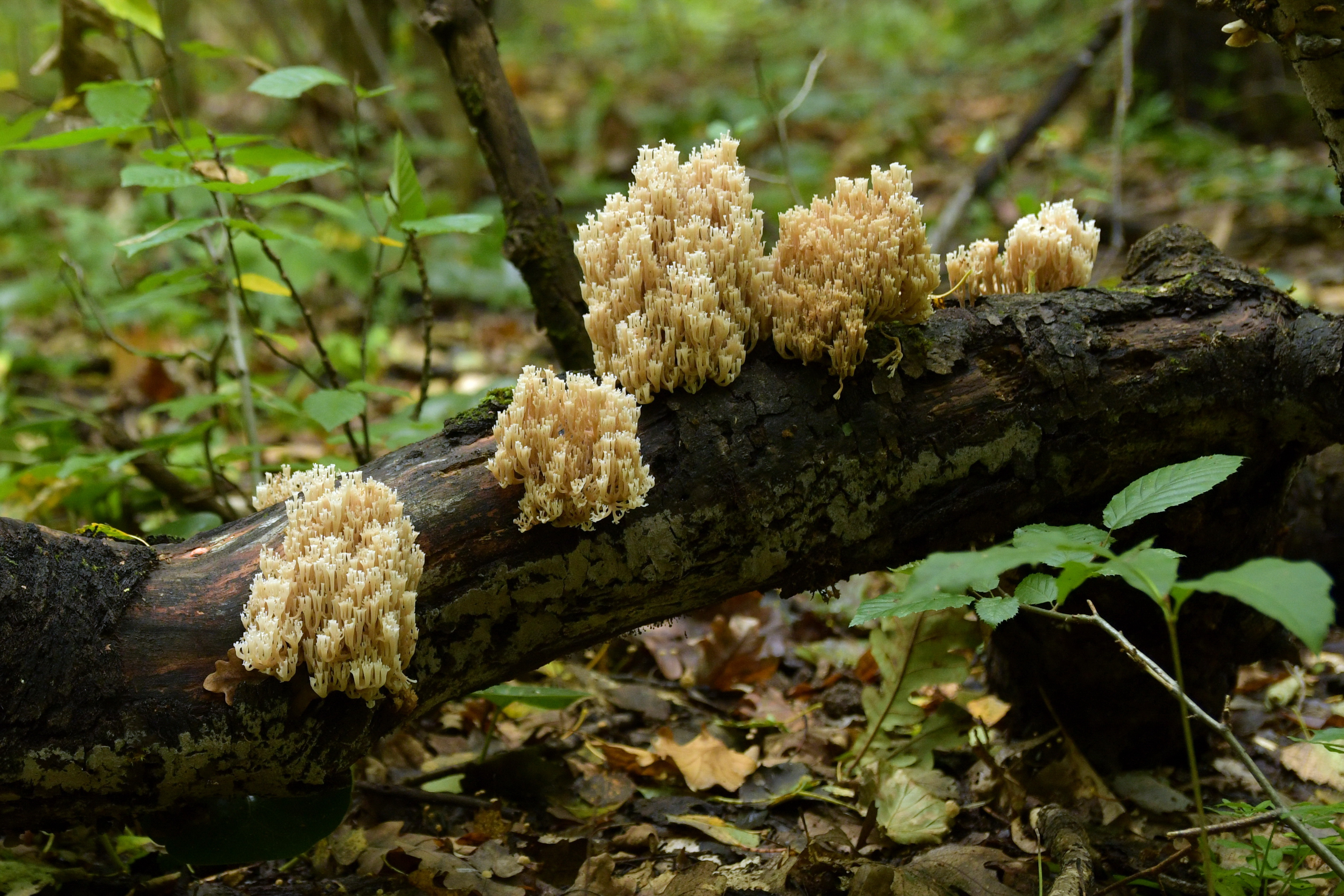
Artomyces pyxidatus у заказнику